# NGC 6880
NGC 6880 (również PGC 64479) – galaktyka spiralna z poprzeczką (SB0-a), znajdująca się w gwiazdozbiorze Pawia. Odkrył ją John Herschel 27 czerwca 1835 roku.